# Hårryggig bulbyl
Hårryggig bulbyl (Tricholestes criniger) är en fågel i familjen bulbyler inom ordningen tättingar.

## Utseende och läte
Hårryggig bulbyl är en liten (16–17 cm) och slank bulbyl. Ovansidan är brun, undersidan smutsgul. I ansiktet sticker det stora mörka ögat ut, betonat av en gul ögonring. Från nacken ner över ryggen har den upp till fem centimeter långa förlängda fjädrar som gett arten dess namn. Dessa är dock svåra att se i fält. Bland lätena hörs grälande upprepade "chee-chuu" och mjuka stigande visslingar.

## Utbredning och systematik
Hårryggig bulbyl placeras som enda art i släktet Tricholestes. Den förekommer i Sydostasien och delas in i tre underarter med följande utbredning:
- Tricholestes criniger criniger – förekommer på Malackahalvön, Tioman Island och östra Sumatra
- Tricholestes criniger sericeus – förekommer på västra Sumatra, Batuöarna, Linggaöarna och Musala Island
- Tricholestes criniger viridis – förekommer på Borneo och norra Natunaöarna

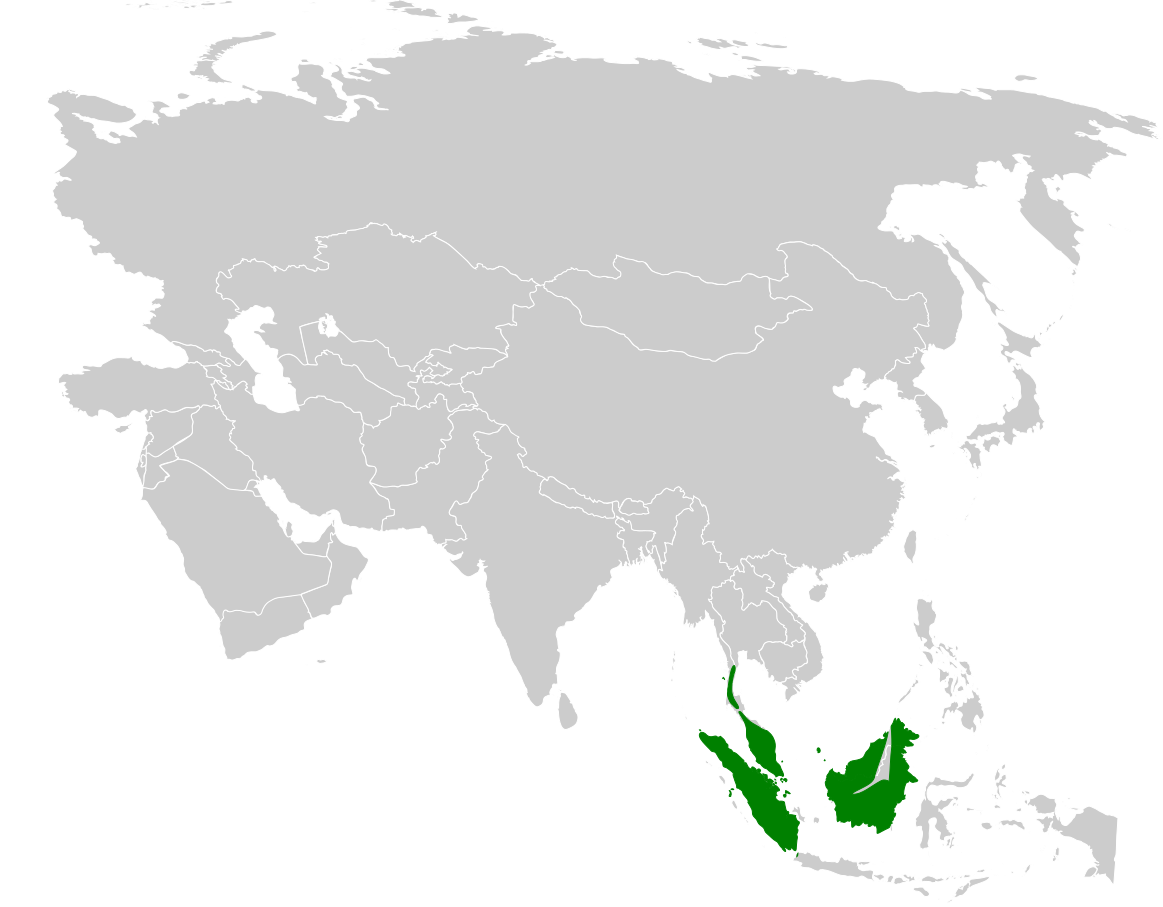
Utbredningsområdet för hårryggig bulbyl.

## Status och hot
Arten har ett stort utbredningsområde, men tros minska i antal, dock inte tillräckligt kraftigt för att den ska betraktas som hotad. Internationella naturvårdsunionen IUCN listar arten som livskraftig (LC).

## Levnadssätt
Hårryggig bulbyl hittas i gammal eller uppvuxen skog från lågland till cirka 1000 meters höjd. Den beter sig lite som en timalia och slår ofta följe med artblandade flockar i mellersta och nedre skikten i skogen.